# Malaltia de Huntington
La malaltia de Huntington, corea de Huntington o corea crònica progressiva o corea hereditària, és una malaltia neurodegenerativa que afecta els ganglis basals del cervell. Fou conegut popularment amb el nom de ball de Sant Vito, terme imprecís que s'utilitzava també per a la corea de Sydenham.
Va ser descrita per primer cop el 1872 pel metge nord-americà George Huntington. Es presenta entre els 30 i els 50 anys, encara que els símptomes es poden desenvolupar a qualsevol edat. La malaltia produeix alteracions cognoscitives, psíquiques i motrius, de progressió molt lenta, durant un període de 15 a 20 anys. És una malaltia hereditària en què si un dels progenitors està afectat, la seva descendència té un 50% de probabilitat d'heretar la mutació que causa la malaltia.
L'origen genètic se'n va publicar per primer cop a la revista Nature el 1982, per l'equip de genètica de la facultat de medicina de la Universitat Harvard, a Boston. L'article identifica el cromosoma 4 com a responsable de la malaltia.

## Epidemiologia
La prevalença és de 5 a 8 casos per cada 100.000 habitants, encara que hi ha variacions segons el país. Aproximadament un 10% dels casos de la malaltia de Huntington es dona en menors de 20 anys. En aquesta franja d'edat es parla de malaltia de Huntington juvenil o «variant de Westphal».

## Signes i símptomes
No hi ha pèrdua sobtada de capacitats, sinó com en qualsevol malaltia degenerativa es van perdent progressivament amb una pauta molt diferent d'un pacient a un altre. Un estudi (2020) amb participació de diverses universitats catalanes ha demostrat que els primers símptomes són alteracions lingüístiques, i no pas motores. El llenguatge podria ser un biomarcador de la progressió de la malaltia.

## Causes

És una malaltia autosòmica dominant

El gen implicat en la malaltia de Huntington, denominat gen HD (de l'anglès Huntington disease), està situat al braç curt del cromosoma 4 (4p16.3). L'extrem del gen HD presenta una repetició trinucleòtida: es repeteixen tres nucleòtids (Citosina-Adenina-Guanina; CAG). Com més cops es repeteixin aquests nucleòtids, major és la possibilitat de desenvolupar la malaltia i més jove. La velocitat de degeneració de la cèl·lula és proporcional al nombre de les repeticions addicionals de CAG.
És una malaltia autosòmica dominant.

## Diagnòstic
Per tal de confirmar que un pacient pateix la malaltia cal un examen físic i psicològic. Els moviments incontrolats són símptomes que causen una alarma inicial i condueixen al diagnòstic; tot i això, la malaltia pot començar amb símptomes cognoscitius o emocionals, que no es reconeixen sempre. Els descendents dels malalts de Huntington poden saber si han heretat el gen mutat per mitjà d'una anàlisi de sang que compti el nombre de repeticions de CAG.

## Tractament
No hi ha cura per a la malaltia, però hi ha tractaments disponibles per reduir la gravetat d'alguns dels seus símptomes. Cal una aproximació multidisciplinària que pot contenir entre d'altres medicació, teràpia ocupacional, logopèdia, fisioteràpia
La nutrició és una part important del tractament perquè la pèrdua de pes i les dificultats alimentàries a causa de la disfàgia i altres tipus de descoordinació muscular són freqüents sobretot en estadis avançats de la malaltia. S'ha de mastegar bé per a evitar que la persona s'asfixie per trossos massa grans. En estadis avançats quan la coordinació muscular esdevé difícil, s'ha de passa a alimentació líquida i de vegades cal una gastrotomia percutània endoscòpica.
També cal informar la societat i recolzar les famílies a risc i les persones asimptomàtiques i procurar quan necessari consell genètic.

### Tractaments potencials
El tractament anticipat més esperançador que s'està estudiant es basa en «silenciar» el gen: com que la malaltia de Huntington és causada per l'expressió d'un sol gen, el fet de silenciar el gen, teòricament, podria aturar la progressió de la malaltia.
A mitjans de la dècada de 2010, comença i s'aprofundeix la recerca sobre l'ús potencial de la metformina. A 2022, es publica l'èxit a nivell de models animals de l'ús de la metformina com a tractament potencial del Huntington. Activant l'enzim proteïna quinasa mitjançant el complex enzimàtic AMPK amb fàrmacs com la metformina (un medicament molt comú usat en el control de la glucosa en sang), millora els símptomes de la malaltia de Huntington en models animals. Ara l'estudi, que desenvolupa el Institut de Investigació Sanitària La Fe (València), portarà la recerca a fases clíniques.